# Destructhor
Destructhor, pseudonimo di Thor Anders Myhren (8 marzo 1978), è un chitarrista norvegese, noto per aver fatto parte del gruppo musicale death metal Morbid Angel dal 2008 al 2015.
Dotato di una buona tecnica, presenta uno stile esecutivo basato principalmente su riff in palm mute e prolungati tremolo picking. I suoi assoli di chitarra spesso si sviluppano attraverso lo sweep-picking e denotano una tendenza allo shred.
Durante la sua carriera ha collaborato con diversi artisti, tra cui Nader Sadek e i Gloria Morti, in veste di chitarrista ospite in alcuni brani.

## Biografia
Il chitarrista Destructhor, pseudonimo di Thor Anders Myhren, nel 1993 fondò il gruppo musicale black metal norvegese Myrkskog e con loro realizzò un demo nel 1998. Lo stesso anno si unì anche agli Zyklon, un progetto creato da Trym Torson e Ihsahn, entrambi membri degli Emperor.
In seguito partecipò alla registrazione degli album Deathmachine dei Myrkskog e World ov Worms degli Zyklon. Nel 2002, con la sua prima band, si occupò anche delle parti vocali per il disco Superior Massacre.
Con gli Zyklon realizzò altri due dischi dopodiché, nel 2008 venne reclutato degli statunitensi Morbid Angel con cui si esibì in alcuni tour negli anni successivi. Sempre nel 2008 fu ingaggiato come turnista per i concerti del gruppo musicale 1349.
Nel 2011 uscì Illud Divinum Insanus il primo album dei Morbid Angel a cui lui prese parte.
Il 19 giugno del 2015 lasciò la band americana per dedicarsi nuovamente ai Myrkskog.

## Discografia

### Con i Myrkskog
- 2000 – Deathmachine
- 2002 – Superior Massacre

### Con gli Zyklon
- 2001 – World ov Worms
- 2003 – Aeon
- 2006 – Storm Detonation Live (videoclip e video live)
- 2006 – Disintegrate

### Con i Morbid Angel
- 2011 – Illud Divinum Insanus
- 2012 – Illud Divinum Insanus - The Remixes (compilation-album di remix)